# برازيليا
برازيليا هي العاصمة الفيدرالية للبرازيل وكرسي حكومة المقاطعة الفيدرالية. تقع المدينة في المرتفعات البرازيلية في المنطقية المركزية الغربية في البلاد. أسس المدينة الرئيس جوسيلينو كوبيتشيك في 21 من شهر أبريل من عام 1960 لتحل محل ريو دي جانيرو كعاصمة وطنية. تشير التقديرات إلى أن برازيليا هي المدينة الثالثة الأكثر كثافة في البرازيل بعد ساو باولو وريو دي جانيرو. وبين المدن الأمريكية اللاتينية الرئيسية، تمتلك برازيليا أعلى ناتج محلي إجمالي للفرد الواحد.
كانت برازيليا مدينة مخططة طورها لوسيو كوستا وأوسكار نييمير وخواكيم كاردوزو في عام 1956 في مخطط لنقل العاصمة من ريو دي جانيرو إلى موقع أقرب إلى المركز. كان روبيرتو بورل ماركس مهندس الموقع. يقسم التصميم المدينة إلى عدد من المجمعات وكذلك القطاعات لأنشطة محددة، مثل القطاع الفندقي والقطاع المصرفي وقطاع السفارات. نقشت برازيليا كموقع يونيسكو للتراث عالمي في عام 1987 بالنظر إلى عمارتها الحديثة وتخطيطها الحضري الفني الفريد. وسميت برازيليا «مدينة التصاميم» من قبل يونيسكو في شهر أكتوبر من عام 2017 وكانت جزء من شبكة المدن المبدعة في اليونيسكو منذ تلك السنة.
وتشتهر برازيليا بعمارتها الحديثة ذات اللون الأبيض التي صممها أوسكار نييمير. تقع الأفرع الثلاثة للحكومة الفيدرالية البرازيلية في المدينة: التنفيذي والتشريعي والقضائي. تستضيف برازيليا أيضًا 124 سفارة أجنبية. يربط مطار برازيليا الدولي المدينة بجميع المدن الكبرى الأخرى وبعض الوجهات الدولية، وهو ثالث أكثر مطار ازدحامًا في البرازيل. وكانت برازيليا واحدة من المدن المضيفة لكأس العالم 2014 واستضافت بعض مباريات كرة القدم خلال الألعاب الأولمبية الصيفية لعام 2016، واستضافت أيضًا كأس القارات لعام 2013.
مع تنظيمها على شكل طائرة، فإن «جسم الطائرة» هو المحور التذكاري، الذين هما طريق ثنائي واسع على خاصرتي حديقة كبرى. في «كبينة القيادة» ساحة براكا دوس تريس بوديريس، التي سميت على أسماء الأفرع الحكومية الثلاثة المحيطة بها. تمتلك برازيليا مكانة قانونية خاصة بوصفها إقليمًا إداريًا لا بلدية كالمدن الأخرى في البرازيل.

## التسمية
تأتي التسمية برازيليا من الترجمة اللاتينية لكلمة برازيل التي اقترحت كاسم لعاصمة البلاد في عام 1821 من قبل خوسيه بونيفاسيو دي أندرادا إي سيلفا.

## التاريخ

### خلفية تاريخية
كانت سالفادور عاصمة البرازيل الأولى، وفي عام 1763 أصبحت ريو دي جانيرو العاصمة وبقيت كذلك حتى عام 1960. خلال هذه الفترة، كانت الموارد متركزة بصورة أكبر في إقليم البرازيل الجنوبي الشرقي، وكان معظم الكثافة السكانية في البلاد يتركز بالقرب من الساحل الأطلسي. وشجع موقع برازيليا الجغرافي الأقرب إلى المركز على اختيار عاصمة فيدرالية محايدة إقليميًا. وينص بند من أول دستور جمهوري للبلاد، والذي يعود تاريخه إلى عام 1891، أنه ينبغي نقل العاصمة من ريو دي جانيرو إلى مكان أقرب من مركز البلاد.
كان جوزيه بونيفاسيو، مستشار الإمبراطور بيدرو الأول، أول من راودته فكرة نقل عاصمة البرازيل في عام 1827. فقدم خطة للجمعية العامة للبرازيل إنشاء مدينة جديدة تسمى برازيليا، مع فكرة نقل العاصمة غربًا من الممر الجنوبي الشرقي الكثيف بشدة سكانيًا. لم يسن القانون بسبب حل بيدرو الأول للجمعية العامة.
ووفقًا لأسطورة، كان حلم قد راود القديس الإيطالي دون بوسكو في عام 1883 وصف فيه مدينة مستقبلية تطابق موقع برازيليا تقريبًا. توجد اليوم في برازيليا إشارات عديدة إلى دون بوسكو، الذي أسس الرهبنة الساليزيانية، وتحمل كنيسة أبرشية في المدينة اسمه.

### خطة كوستا
انتخب جوسيلينو كوبيتشيك رئيسًا للبرازيل في عام 1955. عند توليه المنصب في شهر يناير من عام 1956، وكتنفيذ لوعده حملته الانتخابية، بدأ بالتخطيط لبناء العاصمة الجديدة. في السنة التالية اختارت هيئة محلفين دولية خطة لوسيو كوستا كدليل لبناء عاصمة البرازيل الجديدة، برازيليا. كان كوستا طالبًا لمهندس العمارة الحداثي الشهير لو كوربوزييه، ويمكن إيجاد بعض سمات فن عمارة الحركة الحداثية في خطته. لم تكن خطة كوستا مفصلة بقدر ما كانت بعض الخطط الأخرى التي قدمها مهندسون معماريون آخرون ومخططو مدن. إذ لم تشمل برامج لاستخدام الأراضي أو نماذج أو خرائط سكانية أو رسوم ميكانيكية، إلا أنه اختيرت من قبل 5 محلفين من أصل 6 نظرًا إلى أنها امتلكت السمات المطلوبة لتنظيم نمو المدينة العاصمة. وعلى الرغم من أن الخطة الأولية شهدت تغيرات مع الوقت، فقد كانت الموجه لمعظم عملية البناء ومعظم سماتها بقيت حاضرة.
ألهم صعود برازيليا كعاصمة جديدة وتصميمها لتطوير إقليم داخلي شامل رمزية الخطة. استخدم كوستا تصميم تقاطع محوري يشير إلى امتلاك وفتح هذا المكان الجديد بصليب، شبه غالبًا بيعسوب أو بطائرة أو بطائر. شملت خطة كوستا عنصرين رئيسيين، المحور التذكاري (من الشرق إلى الغرب) والمحور السكني (من الشمال إلى الجنوب). خصصت الأنشطة الإدارية والسياسية للمحور التذكاري، الذي يعتبر جسد المدينة مع أسلوب وبساطة أبنيته، وتدرجاتها الضخمة وأفقها ومرتفعاتها الواسعة، الأمر الذي يعطي انطباعًا بنصب تذكاري. وضم هذا المحور العديد من الأبنية الوزارية ومباني الكونغرس الوطنية والقصر الرئاسي والمحكمة العليا وبرجي التلفزيون والراديو. كان الهدف من المحور السكني أن يشتمل على مناطق بطابع حميمي ويعتبر الإنجاز الأشد أهمية في الخطة، وصُمم للإسكان ووظائف مرتبطة بالإسكان مثل التجارة والمدارس والترفيه والكنائس، وكان يتألف من 96 مجمع ضخم تقتصر على أبنية من 6 طوابق و12 مجمع ضخم إضافية تقتصر على مباني من 3 طوابق، كان هدف كوستا من المجمعات الضخمة توفير شوارع صغيرة مكتفية ذاتيًا وهادئة وأبنية متجانسة مع شقق من نوعين أو ثلاثة أنواع مختلفة، يصور فيها دمج الطبقتين الوسطى والعليا بتشاركهما المنطقة السكنية ذاتها.
استند التصميم الحضري لمجمعات الشقق المشتركة إلى مشروع لو كوربوزييه المدينة المشعة لعام 1935، واستندت المجمعات الضخمة إلى مشروع رادبورن في أمريكا الشمالية العائد لعام 1929. من الناحية البصرية، كان الهدف أن تبدو المجمعات مدمجة ضمن المنظر الطبيعي لأنها كانت معزولة عبر حزام من أشجار طويلة ونباتات أقصر. حاول كوستا تقديم برازيل أكثر عدلًا ومساواة، وصمم أيضًا مساكن للطبقات العاملة منفصلة عن مساكن الطبقة الوسطى والعليا ومختلفة من الناحية البصرية، بهدف تجنب بناء أحياء عشوائية (فافيلاس) في الهامش الحضري. اتهمت سوبركوادرا بأنها مساحة يقمع فيها الأفراد ويعزلون بهدف تشكيل تفرقة مكانية.
أحد أهداف الخطة كان إتاحة حركة حرة لحركة السيارات، وشملت الخطة ممرات للسيارات باتجاه شمال جنوب (7 لكل اتجاه) للمحور التذكاري و3 طرق رئيسية (دبليو 3 وإكسيو وإل2) للمحور السكني، وكانت الخطة تقضي بأن تكون طرق الدخول للطريق المسدود للمجمعات الضخمة نهاية الحركة الرئيسية للسير. والسبب وراء التشديد الكبير على حركة السيارات هو رغبة المهندس المعماري بتأسيس مفهوم الحداثة على كل المستويات.
على الرغم من أن السيارات كانت قد اخترعت قبل القرن العشرين، أتيحت المركبات على نطاق واسع نظرًا إلى إنتاجها الضخم أوائل القرن العشرين، وبذلك أصبحت رمزًا للحداثة.

## التخطيط
هي مدينة مخططة صممت وخططت وفق مخطط الطائرة المعماري على يدي المعماري البرازيلي الشهير أوسكار نيماير والمخطط (Lucio Costa لوسيو كوستا).
تتقسم برازيليا من الجناح الشمالي والجناح الجنوبي، القسم العسكري المدني، قسم الورش، قسم الطباعة، قسم التخييم، قسم الوسط، ملتقى الوزارات الفدرالية، قسم السفارات الشمال والجنوب، ساحة القوات الثلاثة، وقصر الرئيس.

## جغرافيا
تقع المدينة على ارتفاع أكثر من 1000 متر (1171 م) ، على المرتفعات البرازيلية في المنطقة المركزية الغربية للبرازيل . في مدينة برازيليا تم بناء بحيرة بارانوا ، وهي بحيرة إصطناعية كبيرة ، لزيادة كمية المياه المتاحة وللحفاظ على رطوبة المنطقة. كما أن البحيرة تستضيف من حين لآخر مسابقات لراكبي الأمواج، ويمكن أيضًا ممارسة الغوص فيها. في البحيرة توجد أحد مناطق الجذب الرئيسية وتسمى فيلا أموري ، وهي قرية قديمة مغمورة في البحيرة. كانت هذه القرية المكان الذي اعتاد أوائل عمال البناء في برازيليا العيش فيه. 

## المناطق السياحية
تعتبر منظمة يونيسكو العاصمة برازيليا ملك ثقافي عالمي ويزورها ما يقارب المليون سائح سنوياً ومن أهم المناطق السياحية في برازيليا (ساحة القوات الثلاثة، جسر جوسيلينو كوبيتشيك، حديقة المدينية سارة كوبيتشيك، والحديقة الوطنية لبرازيليا، المجلس الوطني، الكتدرائية، ساحة جوسيلينو كوبيتشيك.
مدينة برازيليا هي عاصمة جمهورية البرازيل الجديدة، ويرجع تاريخها إلى 21 من أبريل عام 1960م، وقد ورثت «ريودي جانيرو» التي ظلت عاصمة للبلاد لمدة 125 سنة.
```
وتبلغ مساحة المنطقة الفيدرالية، التي توجد فيها العاصمة، 5814 كم2. وقد سلخت هذه المساحة من ولاية «جوياس» في إقليم الغرب الأوسط.
ووصل سكان برازيليا إلى 44ر1 مليون نسمة (عام 1983 م). وتبعد عن مدينة ريودي جانيرو الساحلية 1000 كم تقريبا إلى الشمال الغربي منها، وقد كان اختيار هذه المنطقة كعاصمة لعدة أغراض منها:
```

- توفير نواة تشد الناس نحو الداخل، بهدف تعميرالمنطقة الداخلية للبرازيل.
- توفير خدمات إدارية لمنطقة الغرب الأوسط، حيث توجد ولايات «ماتو جروسو»، وعاصمتها «كويابا»، و«ماتوجروسو الجنوبية» وعاصمتها «كامبوجراند»، وولاية «جويز» وعاصمتها «جوايانا»، إضافة إلى ولاية «برازيليا الفيدرالية». هذا فضلا عن مناخ المنطقة الجيد، واتساع المساحات السهلية المستوية بما يسمح بالتوسع الأفقي في المجالين العمراني الزراعي. وتعد المدينة مركزًا للمواصلات البرية والجوية، كما أنشئت فيها جامعة في عام 1960 م.

## وصلات خارجية
- الموقع الرسمي لبرازيليا (بالبرتغالية)